# Hungría en los Juegos Olímpicos de Nagano 1998
Hungría estuvo representada en los Juegos Olímpicos de Nagano 1998 por un total de 17 deportistas que compitieron en 6 deportes.  
La portadora de la bandera en la ceremonia de apertura fue la patinadora de velocidad Krisztina Egyed. El equipo olímpico húngaro no obtuvo ninguna medalla en estos Juegos.